# Ayor Makur Chuot
Ayor Makur Chuot, née le 4 août 1989 à Gambela dans un camp de réfugiés, est une mannequin et femme politique australienne d’origine sud-soudanaise.
Elle est la première députée de l'État d'Australie-Occidentale d'origine africaine.

## Biographie

### Enfance, jeunesse et débuts
Ayor Makur nait en 1989. Sa famille est contrainte de séjourner pendant dix ans dans le camp de réfugiés de Kakuma au Kenya. Sa jeune sœur, Akec Makur Chuot, devient une joueuse de football australien, de l'AFLW, pour le club de Richmond.
Son père meurt en 1992 lors de la Seconde guerre civile soudanaise. Elle et sa famille émigrent en Australie en 2005, et s’installent en Australie-Occidentale mi-mai 2005.

### Carrière
Elle débute comme comptable, tout en exerçant une activité de mannequin,.

#### Politique
En 2012, elle entre dans le monde politique. Elle devient membre du parti australien du Labor  et est élue au Conseil législatif d'Australie-Occidentale lors des élections parlementaires de 2021 en Australie-Occidentale, première députée de l'État d'Australie-Occidentale d'origine africaine et sud-soudanaise.